# Cima alla genovese

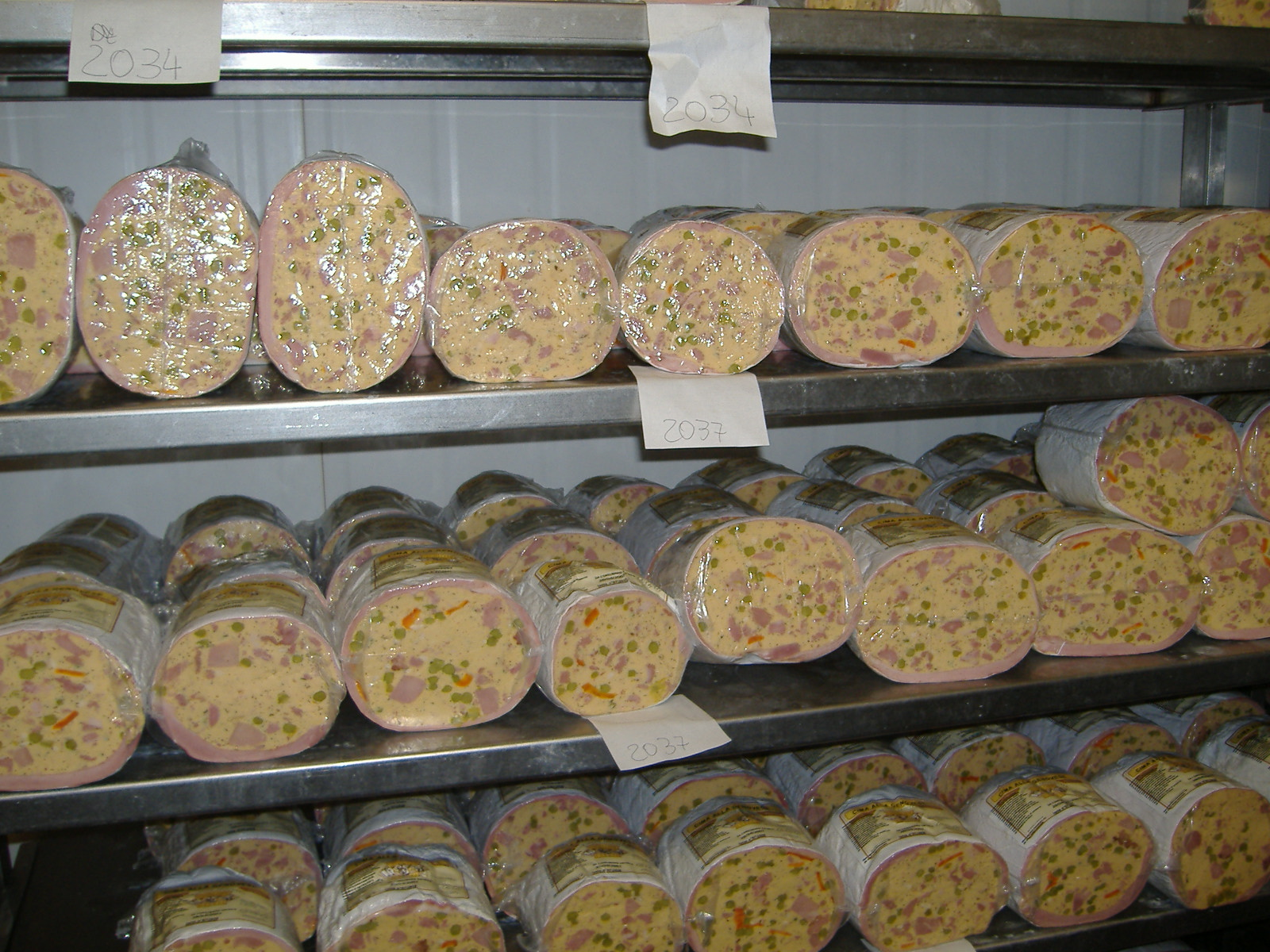
Cima alla genovese.

La cima (a çimma en ligur) es un segundo plato de la gastronomía de Liguria (Italia). Consiste en un trozo de carne de la panza de la ternera cortado en forma de bolsa y relleno con diversos ingredientes. Una vez preparado se cose a mano para evitar que el relleno se salga, y entonces se hierve con verduras durante unas horas en una tela de lino y se deja reposar bajo un peso.
Los ingredientes necesarios son: mollejas, sesos, criadillas, ubre, huevo, ajo, setas secas, magro de ternera, espalda, mantequilla, piñones, queso, mejorana, guisantes y especias. Las criadillas y la ubre pueden sustituirse por carne de cerdo. Uno de los elementos indispensables para el éxito de este plato fuerte es la pèrsa o mejorana.
La preparación de la cima es compleja y delicada: existe siempre el riesgo de que «explote» al cocinarla. Esta dificultad hizo la tarea casi un ritual. Hoy en día la cima también se prepara comercialmente y se vende como un salume cocido, distribuyéndose en muchas regiones de Italia.